# Distrito de Higashiuwa (Ehime)
El Distrito de Higashiuwa (東宇和郡 Higashiuwa-gun?) fue un Distrito (郡 gun?) de la prefectura de Ehime. Dejó de existir el 1° de abril de 2004, luego de que los últimos cuatro pueblos del distrito pasaron a formar la Ciudad de Seiyo.

## Historia
- 1878: se crea el Distrito de Higashiuwa por la división del Distrito de Uwa (宇和郡 Uwa-gun?).
- 1914: el 1° de enero la Villa de No (野村 No-mura?) absorbe una parte de la Villa de Tanisuji (渓筋村 Tanisuji-mura?).
- 1922: el 1° de enero la Villa de No pasa a ser el Pueblo de Nomura.
- 1922: el 11 de febrero el Pueblo de Uwa absorbe la Villa de Kamiuwa (上宇和村 Kamiuwa-mura?).
- 1929: el 1° de diciembre se fusionan las villas de Kasagi (笠置村 Kasagi-mura?) y Yamada (山田村 Yamada-mura?), formando la Villa de Iwaki (石城村 Iwaki-mura?).
- 1943: el 1° de abril la Villa de Sokawa (惣川村 Sōkawa-mura?) absorbe una parte de la Villa de Ukena (浮穴村 Ukena-mura?) del Distrito de Kamiukena.
- 1954: el 31 de marzo se fusionan las villas de Yusukawa (遊子川村 Yusukawa-mura?), Doi (土居村 Doi-mura?), Takagawa (高川村 Takagawa-mura?) y Uonashi (魚成村 Uonashi-mura?), formando la Villa de Kurosegawa (黒瀬川村 Kurosegawa-mura?).
- 1954: el 31 de marzo el Pueblo de Uwa absorbe las villas de Tada (多田村 Tada-mura?), Nakagawa (中川村 Nakagawa-mura?), Iwaki, Shimouwa (下宇和村 Shimouwa-mura?) y Tanosuji (田之筋村 Tanosuji-mura?).
- 1955: el 11 de febrero el Pueblo de Nomura absorbe las villas de Nakasuji (中筋村 Nakasuji-mura?), Tanisuji, Sokawa-mura (惣川村), y partes de las villas de Kaibuki (貝吹村 Kaibuki-mura?) y Yokobayashi (横林村 Yokobayashi-mura?).
- 1955: el 11 de febrero la Villa de Hijikawa del Distrito de Kita (actualmente parte de la Ciudad de Oozu) absorbe partes de las villas de Kaibuki y Yokobayashi.
- 1955: el 31 de marzo se fusionan las villas de Tawarazu (俵津村 Tawarazu-mura?) y Karie (狩江村 Kari'e-mura?), formando la Villa de Toyoumi (豊海村 Toyo'umi-mura?).
- 1955: el 31 de marzo el Pueblo de Yoshida del Distrito de Kitauwa (actualmente parte de la Ciudad de Uwajima) absorbe la Villa de Tamatsu (玉津村 Tamatsu-mura?).
- 1958: el 1° de enero se fusionan las villas de Toyoumi y Takayama (高山村 Takayama-mura?), formando el Pueblo de Akehama.
- 1958: el 1° de agosto el Pueblo de Uwa absorbe parte de la Ciudad de Oozu.
- 1959: el 1° de abril la Villa de Kurosegawa pasa a ser el Pueblo de Shirokawa.
- 2004: el 1° de abril se fusionan los pueblos de Uwa, Nomura, Akehama, Shirokawa y Mikame del Distrito de Nishiuwa, formando la Ciudad de Seiyo. Simultáneamente desaparece el Distrito de Higashiuwa.